# Groupe F des éliminatoires de la Coupe d'Afrique des nations de football 2021
Navigation
Groupe E Groupe G
Le groupe F des éliminatoires de la Coupe d'Afrique des nations de football 2021 est une compétition qualificative pour la phase finale de la Coupe d'Afrique des nations de football 2021. Elle se déroule de novembre 2019 à novembre 2020.  Ce groupe est composé du Cameroun, du Cap-Vert, du Mozambique et du Rwanda. Le Cameroun est qualifié automatiquement en tant que pays hôte.

## Tirage au sort
Le tirage au sort se déroule le 18 juillet 2019 au Caire, pendant la CAN 2019. Les 51 sélections africaines sont classées dans cinq chapeaux selon leur classement FIFA.
Le tirage au sort désigne les équipes suivantes dans le groupe F :
- Chapeau 1 :  Cameroun (7e du classement CAF et 51e du classement FIFA)
- Chapeau 2 :  Cap-Vert (15e du classement CAF et 76e du classement FIFA)
- Chapeau 3 :  Mozambique (30e du classement CAF et 117e du classement FIFA)
- Chapeau 4 :  Rwanda (38e du classement CAF et 136e du classement FIFA)

## Résultats

### Classement
| Rang | Équipe     | Pts | J | G | N | P | Bp | Bc | Diff |  | Résultats (▼ dom., ► ext.) |     |     |     |     |
| ---- | ---------- | --- | - | - | - | - | -- | -- | ---- |  | -------------------------- | --- | --- | --- | --- |
| 1    | Cameroun   | 11  | 6 | 3 | 2 | 1 | 8  | 4  | +4   |  | Cameroun                   |     | 0-0 | 0-0 | 4-1 |
| 2    | Cap-Vert   | 10  | 6 | 2 | 4 | 0 | 6  | 3  | +3   |  | Cap-Vert                   | 3-1 |     | 0-0 | 2-2 |
| 3    | Rwanda     | 6   | 6 | 1 | 3 | 2 | 1  | 3  | -2   |  | Rwanda                     | 0-1 | 0-0 |     | 1-0 |
| 4    | Mozambique | 4   | 6 | 1 | 1 | 4 | 5  | 10 | -5   |  | Mozambique                 | 0-2 | 0-1 | 2-0 |     |

### Matchs
| 1re journée                  | Cameroun | 0 - 0   | Cap-Vert | Stade Ahmadou-Ahidjo, Yaoundé |                            |
| 13 novembre 2019 17:00 UTC+1 |          | (0 - 0) |          | Arbitrage : Bakary Gassama    | Arbitrage : Bakary Gassama |
| 13 novembre 2019 17:00 UTC+1 | Rapport  |         |          | Arbitrage : Bakary Gassama    | Arbitrage : Bakary Gassama |

| 14 novembre 2019 | Mozambique                     | 2 - 0   | Rwanda | Stade national, Maputo     |                            |
| 18:00 UTC+2      | Telinho 28e (pen.) · Mexer 31e | (2 - 0) |        | Arbitrage : Raphiou Ligali | Arbitrage : Raphiou Ligali |
| 18:00 UTC+2      | Rapport                        |         |        | Arbitrage : Raphiou Ligali | Arbitrage : Raphiou Ligali |

| 2e journée                   | Rwanda  | 0 - 1   | Cameroun     | Stade Régional Nyamirambo, Kigali     |                                       |
| 17 novembre 2019 18:00 UTC+2 |         | (0 - 0) | 71e Ngamaleu | Arbitrage : Mutaz Ibrahim Al-Shalmani | Arbitrage : Mutaz Ibrahim Al-Shalmani |
| 17 novembre 2019 18:00 UTC+2 | Rapport |         |              | Arbitrage : Mutaz Ibrahim Al-Shalmani | Arbitrage : Mutaz Ibrahim Al-Shalmani |

| 18 novembre 2019 | Cap-Vert                  | 2 - 2   | Mozambique               | Estádio Nacional de Cabo Verde, Praia |                                |
| 15:00 UTC−1      | Rodrigues 6e · Mendes 57e | (1 - 1) | 18e Telinho · 90+2e Witi | Arbitrage : Joseph Odey Ogabor        | Arbitrage : Joseph Odey Ogabor |
| 15:00 UTC−1      | Rapport                   |         |                          | Arbitrage : Joseph Odey Ogabor        | Arbitrage : Joseph Odey Ogabor |

| 3e journée                   | Cap-Vert | 0 - 0   | Rwanda | Estádio Nacional de Cabo Verde, Praia |                           |
| 12 novembre 2020 15:00 UTC−1 |          | (0 - 0) |        | Arbitrage : Daniel Laryéa             | Arbitrage : Daniel Laryéa |
| 12 novembre 2020 15:00 UTC−1 | Rapport  |         |        | Arbitrage : Daniel Laryéa             | Arbitrage : Daniel Laryéa |

| 12 novembre 2020 | Cameroun                                    | 4 - 1   | Mozambique    | Stade de la Réunification, Douala  |                                    |
| 17:00 UTC+1      | Aboubakar 38e 47e · Anguissa 56e · Njie 80e | (1 - 0) | 74e Kamo Kamo | Arbitrage : Kalilou Ibrahim Traoré | Arbitrage : Kalilou Ibrahim Traoré |
| 17:00 UTC+1      | Rapport                                     |         |               | Arbitrage : Kalilou Ibrahim Traoré | Arbitrage : Kalilou Ibrahim Traoré |

| 4e journée                   | Mozambique | 0 - 2   | Cameroun                    | Stade national de Maputo, Maputo |                             |
| 16 novembre 2020 18:00 UTC+2 |            | (0 - 1) | 26e Aboubakar · 73e Tabekou | Arbitrage : Bernard Camille      | Arbitrage : Bernard Camille |
| 16 novembre 2020 18:00 UTC+2 | Rapport    |         |                             | Arbitrage : Bernard Camille      | Arbitrage : Bernard Camille |

| 17 novembre 2020 | Rwanda  | 0 - 0   | Cap-Vert | Kigali Pelé Stadium, Kigali       |                                   |
| 15:00 UTC+2      |         | (0 - 0) |          | Arbitrage : Andofetra Rakotojaona | Arbitrage : Andofetra Rakotojaona |
| 15:00 UTC+2      | Rapport |         |          | Arbitrage : Andofetra Rakotojaona | Arbitrage : Andofetra Rakotojaona |

| 5e journée               | Rwanda         | 1 - 0   | Mozambique | Kigali Pelé Stadium, Kigali |                     |
| 24 mars 2021 15:00 UTC+2 | Byiringiro 70e | (0 - 0) |            | Arbitrage : Issa Sy         | Arbitrage : Issa Sy |
| 24 mars 2021 15:00 UTC+2 | Rapport        |         |            | Arbitrage : Issa Sy         | Arbitrage : Issa Sy |

| 26 mars 2021 | Cap-Vert                                  | 3 - 1   | Cameroun  | Estádio Nacional de Cabo Verde, Praia |                              |
| 15:00 UTC−1  | Kuca 25e · Bagnack 59e (csc) · Mendes 69e | (1 - 1) | 14e Kunde | Arbitrage : Lahlou Benbraham          | Arbitrage : Lahlou Benbraham |
| 15:00 UTC−1  | Rapport                                   |         |           | Arbitrage : Lahlou Benbraham          | Arbitrage : Lahlou Benbraham |

| 6e journée               | Cameroun | 0 - 0   | Rwanda | Stade Ahmadou-Ahidjo, Yaoundé  |                                |
| 30 mars 2021 20:00 UTC+1 |          | (0 - 0) |        | Arbitrage : Mohamed Ali Moussa | Arbitrage : Mohamed Ali Moussa |
| 30 mars 2021 20:00 UTC+1 | Rapport  |         |        | Arbitrage : Mohamed Ali Moussa | Arbitrage : Mohamed Ali Moussa |

| 30 mars 2021 | Mozambique | 0 - 1   | Cap-Vert         | Stade national de Maputo, Maputo   |                                    |
| 21:00 UTC+2  |            | (0 - 0) | 58e (csc) Bangal | Arbitrage : Messie Jessie Nkounkou | Arbitrage : Messie Jessie Nkounkou |
| 21:00 UTC+2  | Rapport    |         |                  | Arbitrage : Messie Jessie Nkounkou | Arbitrage : Messie Jessie Nkounkou |

## Liste des buteurs
3 buts    
- Vincent Aboubakar

2 buts   
- Telinho
- Ryan Mendes

1 but  
| - Moumi Ngamaleu - André Zambo Anguissa - Clinton Njié - Serge Tabekou - Pierre Kunde - Frank Bagnack - Garry Rodrigues | - Kuca - Mexer - Witi - Kamo Kamo - Faisal Bangal - Lague Byiringiro |

Contre son camp  (csc)
- Frank Bagnack (pour le Cap-Vert)
- Faisal Bangal (pour le Cap-Vert)